# Pal Joey (Film)
Pal Joey ist eine US-amerikanische Musicalverfilmung von George Sidney aus dem Jahr 1957 mit Rita Hayworth, Frank Sinatra und Kim Novak in den Hauptrollen. Als Vorlage diente das gleichnamige Broadway-Musical von John O’Hara mit der Musik von Richard Rodgers und den Liedtexten von Lorenz Hart. Neben dem Standardlied Bewitched, Bothered and Bewildered wurden auch berühmte Songs aus anderen Musicals von Rodgers und Hart für den Film verwendet, wie etwa The Lady Is a Tramp und My Funny Valentine. Der Film, der in den Vereinigten Staaten zu den zehn erfolgreichsten Produktionen des Jahres gehörte, erhielt seinerzeit viel Kritikerlob und festigte Sinatras Ruf als Entertainer.

## Handlung
Nachdem er aus einer Stadt geworfen wurde, weil er der jungen Tochter des Bürgermeisters Avancen gemacht hatte, landet Sänger Joey Evans am Bahnhof von San Francisco. Ohne einen Cent in der Tasche macht er sich auf, um ein neues Engagement in einem Nachtclub zu ergattern. Als er erfährt, dass sein alter Freund Ned Galvin mit seiner Band im „Barbary Coast Club“ auftritt, sieht er seine Chance gekommen. Doch der Besitzer des Lokals, Mike Miggins, ist nicht willig, den für seine Unzuverlässigkeit bekannten Joey auf seiner Bühne singen zu lassen. Als der Star der Show jedoch nicht auftaucht, Joey spontan für ihn einspringt und das Publikum mit seinen flotten Sprüchen und sicheren Gesangseinlagen unterhält, stellt ihn Mike schließlich ein. Zu den Tänzerinnen des Clubs zählt auch die hübsche Blondine Linda English, auf die Joey sofort ein Auge wirft.
Als Ned mit seiner Band für eine Wohltätigkeitsveranstaltung verpflichtet wird, sind auch Joey und Linda mit von der Partie. Gastgeberin ist die wohlhabende Witwe Vera Simpson, die Joey auf Anhieb bekannt vorkommt. Während der Auktion, die Geld für einen guten Zweck sammelt, fällt Joey wieder ein, woher er Vera kennt: Sie trat einst als Striptease-Tänzerin auf und war berühmt für ihren aufreizenden Schleiertanz. Spontan entschließt sich Joey, Vera zu überrumpeln, indem er frech über das Mikrofon verkündet, dass Vera für den guten Zweck eine ihrer alten Striptanznummern vorführen werde. Angesichts dieser schamlosen Enthüllung ihrer Vergangenheit legt Vera widerwillig einen umjubelten Tanz aufs Parkett. Am Ende des Abends begleiten Joey und Ned Linda zu ihrer Pension, wo Joey bemerkt, dass ein weiteres Zimmer neben dem von Linda noch frei steht. Am nächsten Morgen ist Linda entsetzt, als Joey an die Tür ihres Badezimmers klopft, das sie sich ab sofort mit ihm teilen muss. Obwohl Joey schon nach wenigen Wochen die Mehrheit der Tänzerinnen des Nachtclubs um den Finger gewickelt hat, bleibt Linda ihm gegenüber auf Abstand. Um seinen permanenten Annäherungsversuchen ein weiteres Mal auszuweichen, bringt sie Joey dazu, einen kleinen Hund zu kaufen, den er Snuffy nennt.
Eines Abends taucht Vera überraschend im Club auf. Sie ist entschlossen, sich für Joeys Fauxpas bei der Auktion zu revanchieren. Sie bestellt ein paar Getränke und beginnt, mit ihm zu flirten. Doch als Joey sich anschickt, auf der Bühne zu singen, verlässt sie demonstrativ das Lokal, ohne ihre Rechnung zu bezahlen. Mike macht Joey für das plötzliche Verschwinden des angesehenen Gasts verantwortlich, weshalb er den Sänger fristlos entlässt. Allerdings lässt er sich auf einen Deal mit Joey ein: Wenn es ihm gelingt, Vera zu überreden, innerhalb einer Woche wieder im Club zu erscheinen, bekommt er seinen Job zurück. Wider Erwarten schafft es Joey, die reiche Dame erneut in den Club zu locken. Vera ist fasziniert von seiner selbstbewussten, frivolen Art – selbst noch, als er in Anspielung auf sie ein Lied über ein Flittchen singt. Danach fahren sie gemeinsam zu ihrer Yacht, wo Joey ihr schließlich von seinem Traum erzählt, einmal einen eigenen eleganten Nachtclub zu besitzen, und sie kommen sich näher.
Kurz darauf zieht Joey bei Vera ein, gibt seinen Hund Snuffy in Lindas Obhut und baut sich mit Veras finanzieller Unterstützung sein eigenes Lokal auf, das er auf den Namen „Chez Joey“ tauft. Alles scheint gut zu laufen, bis er Linda in seiner Show auftreten lassen will. Als diese einen gewagten Striptease probt und die männlichen Mitarbeiter ihr bewundernd zupfeifen, geht Joey eifersüchtig dazwischen und beendet die Probe. Genau in diesem Augenblick erscheint Vera, der nun bewusst wird, dass Joey zum ersten Mal in seinem Leben wirklich verliebt ist – aber nicht in sie, sondern in Linda. Sie verlangt daher von ihm, die Rivalin zu entlassen. Andernfalls werde sie den Club schließen. Doch Joey weigert sich.
Daraufhin versucht Linda, Vera dazu zu überreden, den Club wiederzueröffnen. Vera ist durchaus gewillt, es sich zu überlegen, aber nur wenn Linda die Stadt verlässt. Später kehrt Vera zu ihrer Yacht zurück, wo Joey eifrig seine Sachen packt. Sie will sich mit ihm versöhnen und bietet ihm an, sie zu heiraten. Joey lehnt jedoch dankend ab. Vera sieht schließlich ein, dass er sich durch seine Liebe zu Linda verändert hat. Bevor Joey die Stadt verlässt, schaut er noch einmal im geschlossenen „Chez Joey“ vorbei und stellt sich vor, was aus seinem Traum hätte werden können. Als er wehmütig den Club verlässt und die Straße entlangläuft, kommt ihm Linda mit Snuffy entgegen. Vera hatte Linda über Joeys Reisepläne informiert und diese in ihrem Wagen durch San Francisco gefahren, um Joey zu finden. Dieser warnt Linda, sich lieber nicht auf ihn einzulassen. Linda schlägt jedoch seine Bedenken in den Wind und ist bereit, mit ihm ein gemeinsames Leben zu beginnen.

## Hintergrund

### Vorgeschichte
Columbia Pictures hatte bereits 1941 die Filmrechte an John O’Haras Broadway-Hit Pal Joey erworben. Doch wegen akuter Probleme, die frivole Story an der Zensur vorbeizumogeln und dennoch ein geeignetes Skript abzuliefern, hatte man das Projekt vorerst auf Eis gelegt.
Nachdem Columbias größter Star Rita Hayworth zusammen mit Gene Kelly 1944 in dem sehr erfolgreichen Filmmusical Es tanzt die Göttin aufgetreten war, beschloss Studioboss Harry Cohn, die beiden für Pal Joey erneut vor die Kamera zu bringen. Hayworth sollte die junge Linda spielen und Kelly den Titelhelden. Doch Kelly, der mit der Rolle des Joey Anfang der 1940er Jahre zum Broadway-Star aufgestiegen war, war vertraglich an MGM gebunden. Als Kelly durch Es tanzt die Göttin auch zum Hollywood-Star avancierte, war MGM nicht länger bereit, ihn an Columbia auszuleihen, weshalb die Verfilmung seinerzeit nicht realisiert werden konnte.
Als das Musical in den frühen 1950er Jahren erneut große Erfolge am Broadway feierte, versuchte sich Columbia ein weiteres Mal daran, ein passendes Drehbuch zu schreiben. 1956 wurde stolz verkündet, dass dem Studio schließlich ein zufriedenstellendes Skript zur Verfügung stehe und die Vorproduktion in vollem Gange sei. Ursprünglich sollte Billy Wilder die Regie übernehmen. Nachdem er das Projekt bei einem Mittagessen mit Studioboss Harry Cohn besprochen hatte, lehnte dieser jedoch Wilder als Regisseur ab. George Sidney, der mit den Verfilmungen der Musicals Show Boat und Kiss Me, Kate Anfang der 1950er Jahre große Erfolge hatte, wurde schließlich als Regisseur verpflichtet.

### Besetzung

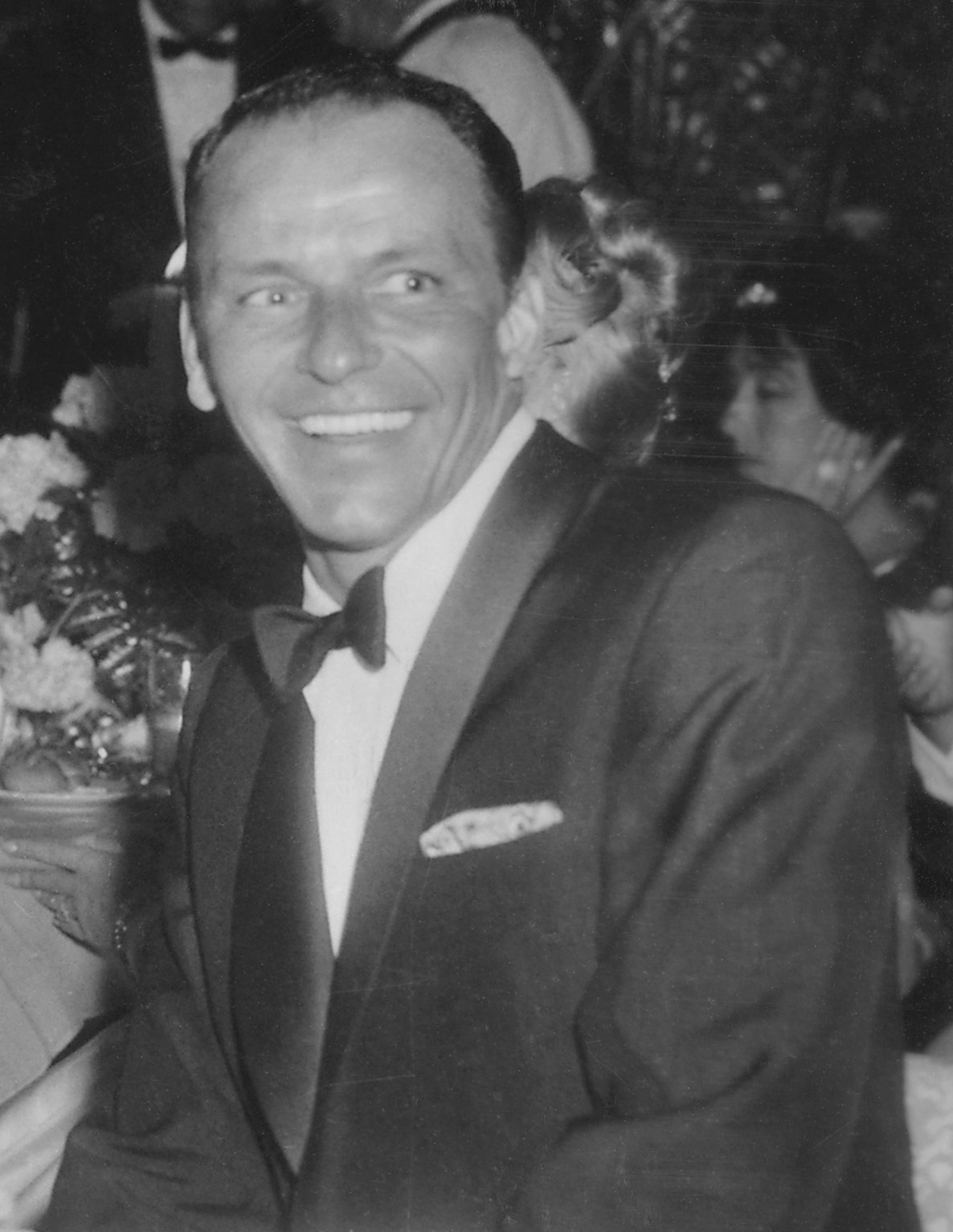
Frank Sinatra, 1960

Zunächst hieß es, Marlon Brando solle den Joey spielen und Mae West die reiche Vera. Frank Sinatra wollte jedoch unbedingt den Joey auf der Leinwand verkörpern und setzte daher alles daran, Harry Cohn von sich zu überzeugen. Cohn sah in der Zwischenzeit Marlene Dietrich für die Rolle der Vera vor. Dietrich sagte jedoch ab, als Cohn beschloss, Jack Lemmon und nicht Sinatra als Joey zu besetzen. Nach weiterem Hin und Her spielte Sinatra den Joey letztlich doch und Hayworth übernahm die Rolle der älteren Vera, obwohl sie eigentlich drei Jahre jünger als Sinatra war. Nach der Besetzung der Linda mit Columbias neuem Star, Kim Novak, munkelte die Presse, dass es zwischen Hayworth und ihrer jungen Rivalin auf dem Set zu Streitigkeiten kommen werde. Aber wider Erwarten kamen die beiden Schauspielerinnen gut miteinander zurecht. Noch Jahre später erinnerte sich Novak wohlwollend an Hayworth und beschrieb sie als „immer sehr charmant und liebenswürdig“.
Da Frank Sinatra 1957 auf der Höhe seines Ruhms als Hollywood-Schauspieler war, trat die berechtigte Frage auf, wessen Name ganz oben auf den Plakaten stehen sollte – Sinatras oder Hayworths. Ganz der Gentleman überließ Sinatra Hayworth diesen Vorzug und sagte dazu: „Wer sonst als Rita sollte ganz oben stehen? Meiner Meinung nach ist sie Columbia Pictures und wird es immer bleiben! Das Studio mag sie vielleicht zum Star gemacht haben, aber sie war es, die dem Studio Status gegeben hat.“ Angesichts der Reihenfolge – Rita Hayworth, Frank Sinatra, Kim Novak – scherzte er der Presse gegenüber: „Das ist ein Sandwich, bei dem ich liebend gern in der Mitte bin.“ Wie sich später herausstellte, war Pal Joey Hayworths letzter Film unter ihrem 20-jährigen Columbia-Vertrag. Danach arbeitete sie als freiberufliche Schauspielerin.

### Dreharbeiten

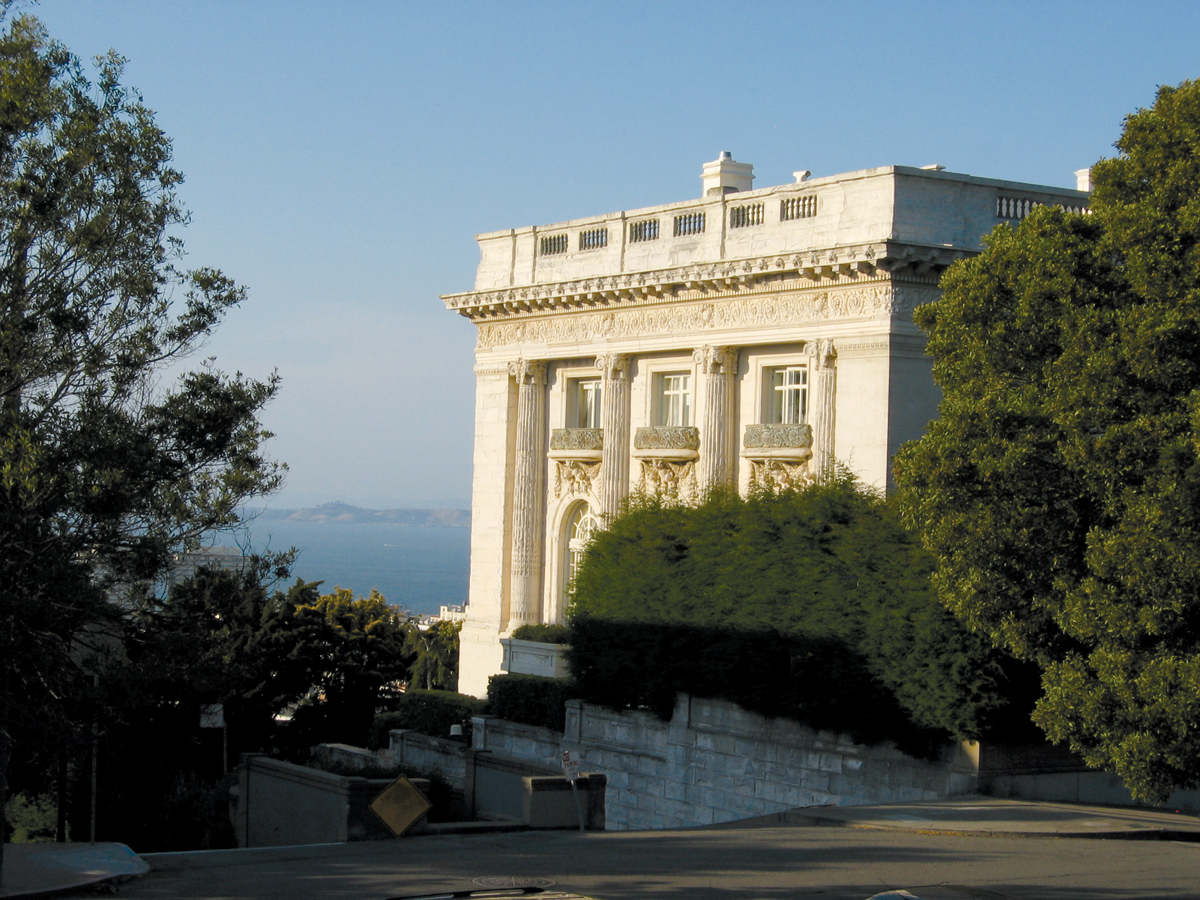
Die Spreckels Villa in San Francisco, die Kulisse für den Club „Chez Joey“

Gedreht wurde unter anderem in der University Avenue und am Bahnhof von Berkeley, Kalifornien, sowie in der Washington Street in San Francisco, wo die Spreckels Villa als Joeys Club „Chez Joey“ in Szene gesetzt wurde. Bei ihren Gesangseinlagen wurden Rita Hayworth und Kim Novak synchronisiert, Hayworth von Jo Ann Greer und Novak von Trudy Erwin. Choreographiert wurden die Tanznummern von Hayworths langjährigem Freund Hermes Pan, der vor allem für seine enge Zusammenarbeit mit Tanzlegende Fred Astaire Bekanntheit erlangte.

### Unterschiede zur Bühnenfassung
Der Ort der Handlung wurde vom ursprünglichen Chicago nach San Francisco verlegt. Anstatt eines Tänzers ist Joey im Film ein Sänger. Während er auf der Bühne ein Antiheld ist und am Ende allein bleibt, entschied man sich bei der Filmversion für ein Happy End. Linda wiederum war ursprünglich eine Stenografin und Vera, statt einer Witwe, eine verheiratete Frau. In der Filmfassung gibt es zudem vier Songs, die aus anderen Bühnenshows übernommen wurden: The Lady Is a Tramp und My Funny Valentine stammen aus Babes in Arms, There’s a Small Hotel aus On Your Toes und I Didn’t Know What Time It Was aus Too Many Girls. Von den 14 Songs der Bühnenfassung verblieben nur acht im Film. Zwei weitere sind als instrumentale Hintergrundbegleitung zu hören (Plant You Now, Dig You Later und You Mustn’t Kick It Around).

### Musik- und Tanznummern

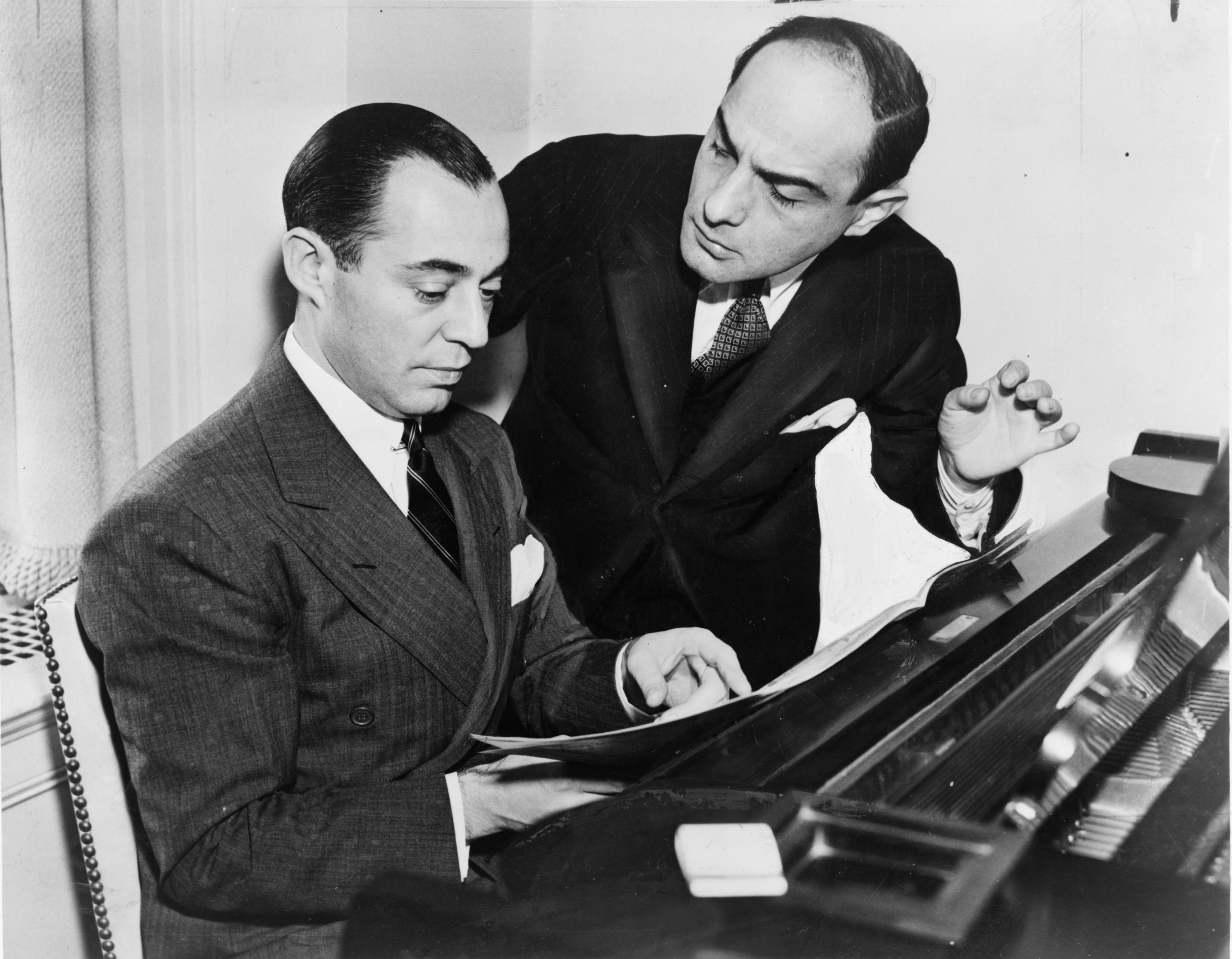
Richard Rodgers (links) und Lorenz Hart, 1936

- That Terrific Rainbow (Richard Rodgers/Lorenz Hart): Als Joey (Frank Sinatra) in San Francisco eintrifft und nach einem Engagement als Sänger sucht, landet er in einem Club, wo Gladys (Barbara Nichols), Linda (Kim Novak) und andere Revuemädchen in knappen Kostümen zu That Terrific Rainbow (dt.: „Dieser grandiose Regenbogen“) auf der Bühne singen und tanzen.
- I Didn’t Know What Time It Was (Rodgers/Hart): Um sein Gesangstalent dem Chef des Clubs vorzuführen, geht Joey spontan auf die Bühne und singt das Lied I Didn’t Know What Time It Was (dt.: „Ich wusste nicht, wie spät es war“), das in seiner gefühlvollen Darbietung besonders gut beim weiblichen Publikum ankommt.
- Great Big Town (Rodgers/Hart): Daraufhin singen die Revuemädchen mit Stock und Hut Great Big Town (dt.: „Die große Stadt“) eine Hymne an San Francisco. Erneut geht Joey spontan auf die Bühne und imitiert die Tanzschritte der Mädchen.
- There’s a Small Hotel (Rodgers/Hart): Bei der Auktion in Vera Simpsons (Rita Hayworth) Villa singt Joey in Begleitung einer großen Big Band There’s a Small Hotel (dt.: „Da ist ein kleines Hotel“), wobei er ein Auge auf Vera wirft und mit den Liedzeilen über die Aussicht auf eine gemeinsame Liebesnacht in einem Hotel bewusst mit ihr flirtet.
- Zip (Rodgers/Hart): Als Joey in Vera eine ehemalige Striptease-Tänzerin wiedererkennt, bietet er eine Tanzeinlage von ihr zur Versteigerung an. Widerwillig beginnt Vera ihren Auftritt zu Zip, bei dem sie, zunächst in Sprechgesang zur Klavierbegleitung, von ihrer Vergangenheit als Stripperin erzählt, die sich als Künstlerin versteht und sich für Intellektuelle wie Strawinski, Schopenhauer und Freud interessiert. Dabei beginnt sie zu singen und sich ihrer weißen Handschuhe zu entledigen. In typisch zweideutigen Bewegungen des Burlesque-Tanzes bewegt sie sich über die Bühne und nutzt dabei die seidenweißen Schleppen ihres engen schwarzen Abendkleids.
- I Could Write a Book (Rodgers/Hart): Erneut im Club, in dem er angestellt ist, singt Joey das Liebeslied I Could Write a Book (dt.: „Ich könnte ein Buch schreiben“), zu dem er Linda in ihrem lavendelfarbenen Kleid auf die Bühne zieht und sie ermutigt, mit ihm zu singen.
- The Lady Is a Tramp (Rodgers/Hart): Als Vera eines Abends in orangefarbener Abendrobe mit passender Pelzstola allein im Club erscheint, singt Joey in einem blauen Jackett The Lady Is a Tramp (dt.: „Die Dame ist ein Flittchen“) vor ihr auf der Bühne und begleitet sich dazu am Klavier. Zunächst fühlt sich Vera beleidigt, als Joey sie mit den Liedzeilen als leichtes Mädchen beschreibt, das nur zum Schein die feine Dame spielt. Dennoch ist Vera fasziniert von seiner charmanten und ironischen Darbietung, sodass sie bereitwillig ihm auf die Bühne folgt, wo sie daraufhin gemeinsam zur Melodie des Liedes tanzen.
- Bewitched, Bothered and Bewildered (Rodgers/Hart): Nach ihrer Liebesnacht mit Joey erwacht Vera in ihrem Schlafzimmer, wo sie in einem gelben Negligé in neu entdecktem Liebestaumel das Lied Bewitched, Bothered and Bewildered (dt.: „Verzaubert, verstört, verwirrt“) anstimmt, sich dabei im Spiegel betrachtet und anschließend im Badezimmer unter die Dusche geht.
- My Funny Valentine (Rodgers/Hart): Nachdem Joey mit Veras finanzieller Unterstützung seinen eigenen Club eröffnet hat, tritt Linda dort auf der Bühne auf und singt melancholisch die Ballade My Funny Valentine (dt.: „Mein lustiger Schatz“), mit der sie ihren vermeintlichen Verlust von Joeys Zuneigung ausdrückt.
- Später vollführt Linda in Joeys Club einen Striptease zu verschiedenen Melodien (u. a. I Could Write a Book), bis sie nur noch in Corsage und Spitzenunterhose auf der Bühne steht und Joey ihren Auftritt abbricht.
- What Do I Care for a Dame (Rodgers/Hart): Als Joey seinen Club schließen muss, kehrt er ein letztes Mal dorthin zurück. In einer Traumsequenz trägt er den zynischen Song What Do I Care for a Dame (dt.: „Was kümmert mich schon ein Frauenzimmer“) in Frack und Zylinder vor. Auch Vera und Linda erscheinen und beginnen in ihren schwarzen enganliegenden Outfits um ihn herumzutanzen, bis Joey schließlich aus seinem Tagtraum wieder erwacht.

## Rezeption

### Veröffentlichung
Pal Joey wurde am 25. Oktober 1957 in New York, Chicago und Los Angeles gleichzeitig uraufgeführt und ging im Dezember 1957 in den allgemeinen Verleih innerhalb der Vereinigten Staaten. Er spielte in der Folge 4,7 Millionen Dollar an den US-amerikanischen Kinokassen ein und war damit einer der zehn größten Kassenhits von 1957. Der Film war auch unter den meisten Kritikern sehr beliebt. Viele von ihnen, damals wie heute, sind sich einig, dass der Titelheld des Films Frank Sinatras Paraderolle darstellt und sein Image des lässigen Entertainers definiert. Für seine Leistung erhielt Sinatra zudem den Golden Globe und den Laurel Award. In Deutschland kam Pal Joey am 18. Juli 1958 in die Kinos und wurde am 10. Juni 1973 von der ARD erstmals im Fernsehen gezeigt. Im Jahr 2003 erschien der Film auf DVD.

### Kritiken
A. H. Weiler von der New York Times befand seinerzeit, dass Pal Joey „größtenteils Sinatras Show“ sei. Dabei zeige er „als liebenswürdiger Gauner mit eisernem Ego […] eine ausgesprochen lebhafte und einnehmende Persönlichkeit“. Ihm hilfreich zur Seite stehe Rita Hayworth, „die zweifellos den Neid aller Frauen auf sich ziehen wird“. Sie trage „eine Reihe von Negligés und Roben, die jeden Designer erblassen ließe“. Variety zufolge biete Pal Joey „starke und witzige Unterhaltung“. Sinatra sei „als respektloser, schlagfertiger Joey ideal besetzt“. Hayworth, die nicht länger die Naive spiele, agiere „als Joeys Sponsor mit viel Autorität“ und vollführe ihre Zip-Nummer „in einem feurigen, amüsanten Stil, der nach Zugabe schreit“. Bei der Musik steche The Lady Is a Tramp heraus. „Sinatra ist großartig, er wurde geboren, um Joey zu spielen“, lobte auch The Hollywood Reporter. Hayworth sei „überaus liebreizend“ und liefere ebenfalls „eine ausgezeichnete Vorstellung“.
Rückblickend attestierte Craig Butler vom All Movie Guide der Regie von George Sidney einen „geschmeidigen Stil, der den Star des Films, Frank Sinatra, perfekt zur Geltung bringt“. Zu sehen sei „ein klassischer Sinatra-Auftritt“, der „abgeklärt und lässig“ wirke. Auf Augenhöhe stehe Sinatra „die umwerfende Rita Hayworth“ gegenüber, „die mal feurig, mal kühl daherkommt“. Obwohl sie synchronisiert werde, mache sie die Tanznummer Zip zur „Sensation“ und bringe mit Bewitched, Bothered and Bewildered „die Leinwand zum Kochen“. Kim Novak sei in ihrer Rolle „spielfreudig“, doch könne sie mit den anderen beiden nicht mithalten. Die Songs von Rodgers und Hart seien „absolut erstklassig“ und würden „vortrefflich präsentiert“. Pal Joey sei insgesamt „ein stilvolles und gewinnendes Musical mit allerhand Schwung“.
Der Spiegel äußerte sich 1958 dagegen eher kritisch: „Die wohlgeölten Gesänge und Tänze der drei Hauptdarsteller und die bunte Schau von Millionärsluxus und Nachtklubzauber werden durch überflotte oder wehleidige Dialoge eher behindert als unterstützt.“ Das Lexikon des internationalen Films bezeichnete Pal Joey schlicht als „[d]ekoratives Musical mit ‚frivoler‘ Story und Songs von Rodgers/Hart“.
„Toll choreografiert, mit Stars in Bestform“, urteilte Cinema sehr viel wohlwollender. Für Prisma handelte es sich um „[e]in buntes, peppiges Musical in dem Regisseur George Sidney ganz auf die Kunst Sinatras setzt“. Gelungen seien vor allem „die hervorragenden Gesangsnummern des erfolgreichen Komponisten-Gespanns Richard Rogers und Lorenz Hart“.

### Auszeichnungen
Bei der Oscarverleihung 1958 war Pal Joey in den Kategorien Bester Schnitt (Viola Lawrence, Jerome Thoms), Bester Ton (John P. Livadary), Bestes Kostümdesign (Jean Louis) und Bestes Szenenbild (Walter Holscher, William Kiernan, Louis Diage) für den Oscar nominiert, musste sich jedoch der Konkurrenz geschlagen geben. Nominiert war der Film zudem für den Golden Globe in der Kategorie Bester Film – Komödie oder Musical, er unterlag jedoch dem Filmmusical Die Girls von George Cukor. Frank Sinatra konnte sich dagegen in der Kategorie Bester Hauptdarsteller – Komödie oder Musical behaupten und den Preis gewinnen.
Bei der Vergabe der Laurel Awards belegte Pal Joey den 1. Platz in der Kategorie Bestes Musical. Sinatra konnte sich für die Beste männliche Musical-Performance ebenfalls den 1. Platz sichern. Morris Stoloff landete für seine Mitwirkung an Pal Joey auf dem 2. Platz in der Kategorie Bester musikalischer Leiter.

## Deutsche Fassung
Die deutsche Synchronfassung entstand 1958 bei der Ultra Film Synchron in Berlin nach dem Dialogbuch von Erika Streithorst und unter Dialogregie von Josef Wolf.
| Rolle         | Darsteller          | Synchronsprecher      |
| ------------- | ------------------- | --------------------- |
| Vera Simpson  | Rita Hayworth       | Gisela Trowe          |
| Joey Evans    | Frank Sinatra       | Wolfgang Kieling      |
| Linda English | Kim Novak           | Marion Degler         |
| Gladys        | Barbara Nichols     | Ingeborg Wellmann     |
| Ned Galvin    | Bobby Sherwood      | Gert Günther Hoffmann |
| Mike Miggins  | Hank Henry          | Bum Krüger            |
| Mrs. Casey    | Elizabeth Patterson | Agnes Windeck         |
| Col. Langley  | Frank Wilcox        | Hellmut Grube         |

## Soundtrack
- Rodgers & Hart: Pal Joey. Original Film Soundtrack. Hallmark 2008, eine CD mit 16 Filmsongs.
- Rodgers & Hart: Pal Joey – Deluxe Digipack. Bluemoon 2008, eine CD mit 21 Filmsongs.